# Jean-Girard Lacuée
Pour les articles homonymes, voir Lacuée.
Jean-Girard ou Jean-Gérard Lacuée, comte de Cessac, né le 4 novembre 1752 au château de Lamassas près de Hautefage-la-Tour dans l'arrondissement d'Agen (Lot-et-Garonne) et mort le 14 juin 1841 à Paris, est un militaire et homme politique français, ministre de l'Administration de la Guerre sous Napoléon et pair de France.

## Biographie
Jean-Gérard Lacuée naît au château de Lamassas, dans la commune de Hautefage-la-Tour, le 4 novembre 1752 ; il est le second et dernier enfant de Jean Chrysostôme de Lacuée, seigneur de Cessac, conseiller du Roi au présidial d'Agen, et de Marie du Pleix. La famille de Lacuée a sa résidence principale à Agen mais son habitation d'été est le château de Lamassas. Son frère aîné Jean Chrysostôme de Lacuée (1747-1824), premier président de la Cour d'appel d'Agen, est le père de Marc Antoine Lacuée, Gérard Lacuée et Jean-Chrysostôme Lacuée-Saint-Just.
Après avoir fait d'excellentes humanités, il se livre à l'étude des mathématiques et entre dans le régiment de Dauphiné-Infanterie en qualité de sous-lieutenant. Il est parvenu au grade de capitaine lorsque le maréchal de Broglie lui confie en 1784 la surveillance des travaux et l'inspection de la conduite des cadets-gentilshommes de la garnison de Metz.
Après avoir été capitaine de régiment, il se retire pour se consacrer aux Sciences et aux Lettres et fournit des articles sur l'art militaire à la grande Encyclopédie.
Au moment de la Révolution française, il se dévoue au nouvel ordre de choses, sans enthousiasme, sans passion, mais avec une volonté ferme qui lui concilie l'estime des habitants de son département, lesquels le nomment procureur-général, syndic du Lot-et-Garonne en 1790, puis député à l'Assemblée législative en 1791.
Il y défend la Constitution de 1791 et y prononce des discours ayant principalement pour objet l'organisation de l'armée. À l'époque de la défection du général Dumouriez, Lacuée s'élève avec force contre lui et confond ses apologistes.
Le 28 avril 1792 Lacuée est élevé à la présidence de l'Assemblée, mais il montre trop de modération à la tribune législative, trop d'attachement à l'ordre établi, pour ne pas être éloigné des affaires, et il n'est pas réélu à la Convention nationale au mois de septembre. Il entre alors dans les bureaux de la Guerre.
Lorsque le général Servan quitte le ministère au mois d'octobre, il est mis au nombre des candidats proposés pour le remplacer. Ses votes à l'Assemblée législative manquent le faire rayer de la liste, mais Vergniaud l'y fait maintenir.
Devenu général de brigade et chef d'état-major des douze armées des Pyrénées le 3 février 1793, il est accusé par Marc Antoine Baudot d'avoir pris part à la rébellion des autorités de Toulon. Cette accusation n'a toutefois aucune conséquence fâcheuse pour lui. Il se retire alors dans une maison de campagne isolée où il s'occupe de travaux agricoles et littéraires.
Au mois de pluviôse an III, il reçoit l'ordre de se rendre de nouveau à l'armée des Pyrénées. Le 15 thermidor suivant, Letourneur de la Manche, membre du Comité de salut public, le rappelle et le charge de diriger les opérations du ministère de la Guerre. C'est sous son administration que l'armée française effectue le premier passage du Rhin.
Le 1er vendémiaire an IV, Lacuée est élu député au conseil des Anciens. Il refuse peu de temps après le commandement des troupes qui combattent les sections dans la journée du 13 vendémiaire et Napoléon Bonaparte est choisi à sa place. Il refuse aussi, vers la même époque, le ministère de la Guerre, qui est donné à Dubayet.
Le 1er brumaire l'Assemblée l'appelle à la présidence où il se prononce en faveur du projet relatif aux conseils d'administration des troupes, combat la résolution sur les enfants abandonnés, fait approuver celle concernant le service de gendarmerie et vote contre l'établissement du nouveau droit de passage que le gouvernement avait résolu de créer. Lors de la division qui éclate entre le Directoire et les Conseils, qui amena la journée du 18 fructidor, Lacuée fait partie de la commission des inspecteurs de la salle consacrée aux séances législatives. Il craint alors que son amitié pour Carnot, membre du Directoire, ne l'inclue dans la proscription du parti directorial.
Il continue néanmoins de siéger au Conseil des Anciens où il défend courageusement ce même Carnot, que le parti vainqueur attaque avec une extrême violence ; il doit bientôt répondre lui-même aux inculpations de l'émigré Mallet-Dupan, qui l'accuse d'intrigues et de royalisme, inculpations qu'il réfute dans une lettre adressée à ses collègues des deux Conseils.
Lorsqu'il quitte le Conseil des Anciens en 1798, il est nommé député au Conseil des Cinq-Cents, où il présente différents rapports sur l'emprunt forcé, sur le personnel de l'armée, sur la levée des conscrits ; il y fait aussi l'éloge du général Chérin, mort à Strasbourg des suites des blessures qu'il avait reçues en Souabe.
Lors du 18 brumaire il se montre résolu à soutenir le nouvel ordre de choses ; devenu homme de main de Napoléon, il est membre du Conseil d'État et il est chargé de présenter au Corps législatif plusieurs projets d'organisation militaire.
Le 16 floréal, le Premier Consul lui confie le portefeuille de la Guerre par intérim, en l'absence de Berthier qu'il a envoyé en Espagne. Le 3 thermidor an XI, il devient président de la section de la guerre au Conseil d'État, puis gouverneur de l'École polytechnique et membre de l'Académie des sciences morales et politiques.
Enfin le 9 vendémiaire an XII, il reçoit la Légion d'honneur et, le 25 prairial suivant, le titre de grand officier de l'Ordre. Il rejoint également l'Académie française en 1803.
Le 10 nivôse an XIII Lacuée se rend au Corps Législatif avec Nompère de Champagny, ministre de l'Intérieur, et Regnaud de Saint-Jean-d'Angely, pour y faire l'exposé de la situation du pays.
C'est grâce à son entremise, en ce qui concerne le Sud Ouest, que l'on doit la création de la Cour d'Appel à Agen et non pas à Cahors comme l'aurait voulu Joachim Murat, le beau-frère de Napoléon.
Napoléon, qui apprécie ses talents et son caractère, le nomme conseiller d'État à vie le 3 germinal an XIII, puis général de division le 9 octobre 1805. 
En 1806, il lui donne la direction générale de la Conscription et des Revues, emploi dans lequel Lacuée, méthodique et classificateur comme le qualifie Anatole France, dressa, afin d'apprécier l'efficacité des préfets, un tableau divisé en ces quatre catégories : 1) efforts et succès ; 2) efforts sans succès ; 3) succès sans efforts ; 4) ni succès ni efforts.
Il le nomme ministre d'État à vie le 5 novembre 1807, le crée comte de Cessac le 26 avril 1808 et le fait grand aigle (Grand Croix) de la Légion d'Honneur le 2 février 1809.
Le 8 février 1809 il épouse à Paris Louise-Augustine (ou Sybille) de Blanc, fille unique de Marc-Louis de Blanc, dernier marquis de Brantes, et achète en 1810 le domaine du même nom à Sorgues (Vaucluse) ; il y entreprit d'importants travaux qui modifièrent l'aspect de la vieille bastide, notamment par l'adjonction d'un péristyle néo-classique sur la façade, et y créa un parc avec bois de platanes.
Le 3 janvier 1810, Napoléon le nomme ministre directeur de l'Administration de la Guerre, poste qui lui attire l'inimitié de tous ceux qui auraient voulu lui voir tolérer les dilapidations auxquelles donnaient lieu les fournitures et les dépenses matérielles de l'armée ; il sévit avec rigueur contre les coupables. 
Lorsque Napoléon le consulte sur son projet de mariage, il se prononce pour une princesse russe.
Il s'oppose à plusieurs reprises à la guerre contre la Russie. En 1813, estimant qu'on ne peut continuer la guerre à laquelle il s'est opposé sans affaiblir la sévérité des règles qu'il a établies dans l'administration, il sollicite sa démission ; le comte Daru le remplace.
Lorsque le territoire français est envahi par les armées étrangères, il s'élève contre les plénipotentiaires des différentes puissances réunis à Châlons, qui proposent de démembrer l'Empire. Il suit ensuite, comme président de la section de la Guerre, l'impératrice Marie-Louise à Blois, et ne la quitte qu'après l'abdication de Napoléon.
Il accepte de Louis XVIII une inspection d'infanterie, et se trouve à Bourges lors du débarquement de Napoléon. Pendant les Cent-Jours, il ne prend aucune part aux affaires publiques ; Louis XVIII, au retour de Gand, lui enlève la récompense la plus précieuse de ses longs services, le gouvernement de l'École polytechnique.
À la chute de Napoléon il se retire de la politique ; maintenu à l'Académie Française lors de la réorganisation de 1816, il en mourra doyen.
En 1819 il se retire dans son château de Brantes, situé près de Sorgues, dans le Vaucluse, et y partage son temps entre l'agriculture et l'éducation de ses enfants (qui vendront ce domaine en 1842), mais le 19 novembre 1831, le nouveau gouvernement l'appelle à la Chambre des pairs, où il se fait toujours remarquer par son patriotisme, par la franchise de son caractère et l'indépendance de ses opinions.
Cet homme d'État qui avait fait une étude approfondie de l'art de la guerre, fut l'exécuteur des grands desseins de Napoléon Ier, auquel il conserva une profonde reconnaissance ; lors de la translation des cendres de l'Empereur (1840), oubliant son âge, ses infirmités et les rigueurs du froid, il se prosterna sur le pavé du temple en gémissant et en versant des larmes devant le cercueil de Sainte-Hélène.
Il est mort à 88 ans à Paris, le 14 juin 1841 ; sa chapelle funéraire (reproduite supra) porte, selon un usage répandu chez les familles anoblies au XIXe siècle, son patronyme allongé du nom de Cessac, celui de son titre nobiliaire.
Sa petite-fille Jeanne Cécile (1846-1920), fille de Gérard Lacuée, vicomte de Cessac (né en 1819) et de Madeleine Louise Cécile de Montesquiou-Fezensac (née en 1823), épouse à Paris le 2 juillet 1879 le banquier Oscar de Reinach (1845-1922) converti au catholicisme et qui, anobli par le pape Léon XIII, porta à partir de 1885 le titre de comte (romain) de Reinach-Cessac; ils ont trois enfants, Pierre (1883-1969), Gérard (1884-1915), et Gaston (1887-1971).
Outre de nombreux rapports et projets de décrets sur les affaires militaires, Lacuée est l'auteur d'un Guide des officiers particuliers en campagne, ou des Connaissances militaires nécessaires pendant la guerre aux officiers particuliers, paru en deux volumes en 1785. Il donna des articles aux volumes consacrés à l'Art militaire par l'Encyclopédie méthodique, et fut l'un des signataires du volume IV de cette série.

## Armoiries
| Figure | Blasonnement |
|        | Armes du comte Lacuée de Cessac et de l'Empire De gueules à l'autruche d'argent, portant la tète à gauche de manière qu'elle semble supporter le franc-quartier de comte ministre, prise par un lacet d'or vers le milieu de la jambe droite., |

## Sources
- « Jean-Girard Lacuée », dans Charles Mullié, Biographie des célébrités militaires des armées de terre et de mer de 1789 à 1850, 1852 [détail de l’édition]
- « Jean-Girard Lacuée », dans Adolphe Robert et Gaston Cougny, Dictionnaire des parlementaires français, Edgar Bourloton, 1889-1891 [détail de l’édition] (ouvrage consultable sur le site Gallica)